# 塞爾希伊夫卡 (第聶伯羅區)
48°8′20″N 34°50′50″E / 48.13889°N 34.84722°E
塞爾希伊夫卡（羅馬化：Serhiivka），是烏克蘭中部第聶伯羅彼得羅夫斯克州第聶伯羅區索洛内市镇的村落。該村處於蘇哈蘇拉河右岸，距離希羅凱1公里，海拔高度98米，2001年人口141。